# Jesús Seba
Jesús Seba Hernández (Zaragoza, España, 11 de abril de 1974), conocido habitualmente como Seba, es un exfutbolista español de etnia gitana, formado en el Real Zaragoza. Fue uno de los futbolistas españoles pioneros en jugar en Inglaterra. Actualmente ejerce como analista en la Selección de fútbol de Bélgica.

## Trayectoria

### Como jugador
Formado deportivamente en el Real Zaragoza, procedente de otros clubes de la ciudad con gran recorrido en el fútbol formativo en los que compitió como juvenil, como el Club Deportivo Oliver, y anteriormente, el Club Deportivo Miralbueno -equipo de su barrio, Miralbueno-, ficharía por el Real Zaragoza "B" en 1991.
Como parte del filial blanquillo, debutó con el primer equipo el 25 de octubre de 1992, contando tan solo 18 años, contra la Real Sociedad en Anoeta, en partido de liga la Primera División de España, el cual finalizó con empate a uno. Se vislumbraba un habilidoso extremo derecho, que sin embargo, a la postre, sólo compitió durante tres temporadas en el primer equipo, la 1992-93, 1993-94 y 1996-97, eclipsado por las estrellas del mismo, campeón de la Recopa, y castigado además por una fuerte lesión de los ligamentos del tobillo en un partido de Copa del Rey, que marcó un punto de inflexión en su carrera.
En la campaña 1994-95 fue cedido al Villarreal Club de Fútbol y al finalizar esa temporada termina contrato con el Real Zaragoza cerrando esta etapa en el club blanquillo, y ficha por el Wigan Athletic Football Club de Inglaterra. En la que protagonizó una curiosa aventura que emprendió junto con Roberto Martínez e Isidro Díaz, "The three amigos" como eran conocidos los tres españoles en Wigan, en una época en la que era infrecuente que un futbolista español saliese a jugar a un equipo extranjero.
En mayo de 1997 vuelve de Inglaterra para jugar en el filial de nuevo, y llega a participar en la última jornada de liga con el primer equipo, el 22 de junio de 1997 en el que el Real Zaragoza perdería 1-3 contra el Compostela, sustituyendo a Paquete Higuera en el minuto 85.
En 1998 finaliza su contrato con el filial blanquillo, cerrando definitivamente su estancia en el club maño. Marcharía a Portugal, en principio al G. D. Chaves, que luego lo traspasará al Belenenses. En Portugal sin embargo tuvo ciertos problemas físicos derivados de dolencias cardíacas, que le evitar rendir de nuevo a un buen nivel. Posteriormente pasaría por equipos de menor nivel en España, como el Orihuela, el Palencia y el Andorra de Aragón, en este último convirtiéndose en uno los capitanes del equipo y uno de los jugadores más queridos por la afición. En junio de 2009 abandonó la entidad andorrana, para acabar su carrera en el club que le abrió las puertas al Real Zaragoza, el C. D. Oliver, en 2011.

### Como técnico
Una vez retirado acompañó en el cuerpo técnico del Wigan Athletic, Everton y de la Selección de fútbol de Bélgica, a Roberto Martínez, entrenador que actualmente dirige a la selección portuguesa, y de la cual Seba es técnico analista, aportando información detallada al equipo técnico sobre sus rivales como ojeador o scout de los mismos.

## Clubes

### Como jugador
| Club                 | País       | Año       |
| -------------------- | ---------- | --------- |
| Real Zaragoza "B"    | España     | 1991-1994 |
| Real Zaragoza        | España     | 1992-1994 |
| Villarreal C. F.     | España     | 1994-1995 |
| Wigan Athletic F. C. | Inglaterra | 1995-1996 |
| Real Zaragoza "B"    | España     | 1997-1998 |
| Real Zaragoza        | España     | 1997      |
| G. D. Chaves         | Portugal   | 1998-1999 |
| C. F. Os Belenenses  | Portugal   | 1999-2002 |
| Orihuela C. F.       | España     | 2002-2003 |
| C. F. Palencia       | España     | 2003-2005 |
| Andorra C. F.        | España     | 2005-2009 |
| C. D. Oliver         | España     | 2009-2011 |

## Selección nacional
Fue tres veces internacional Sub-21 con España. Por otra parte, jugó dos partidos con la Selección de Fútbol de Aragón, en 2002 contra Castilla y León y en 2006 contra Chile, en el debut de la selección aragonesa contra un combinado nacional.